# Bělčice

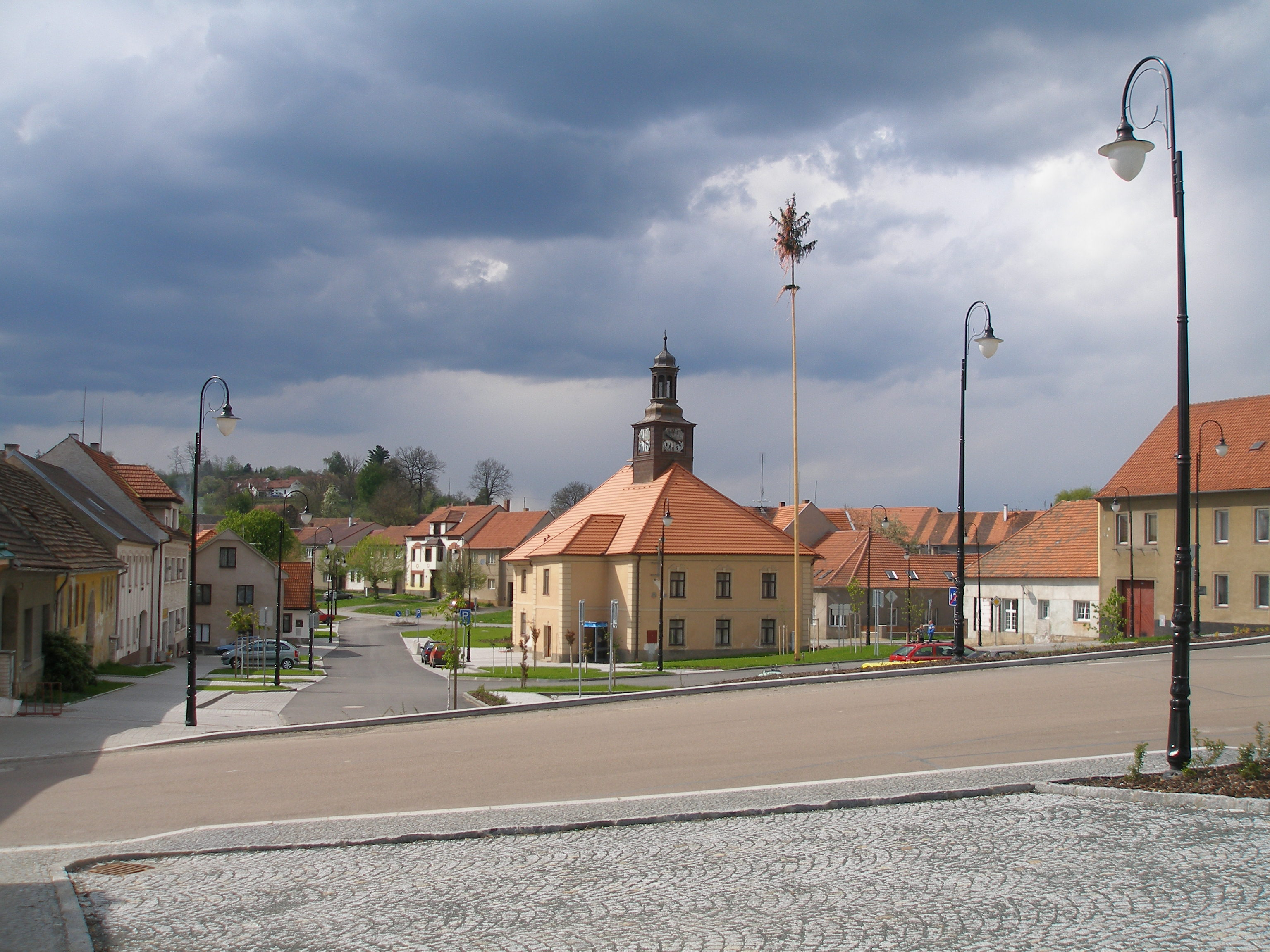
Markt mit Rathaus

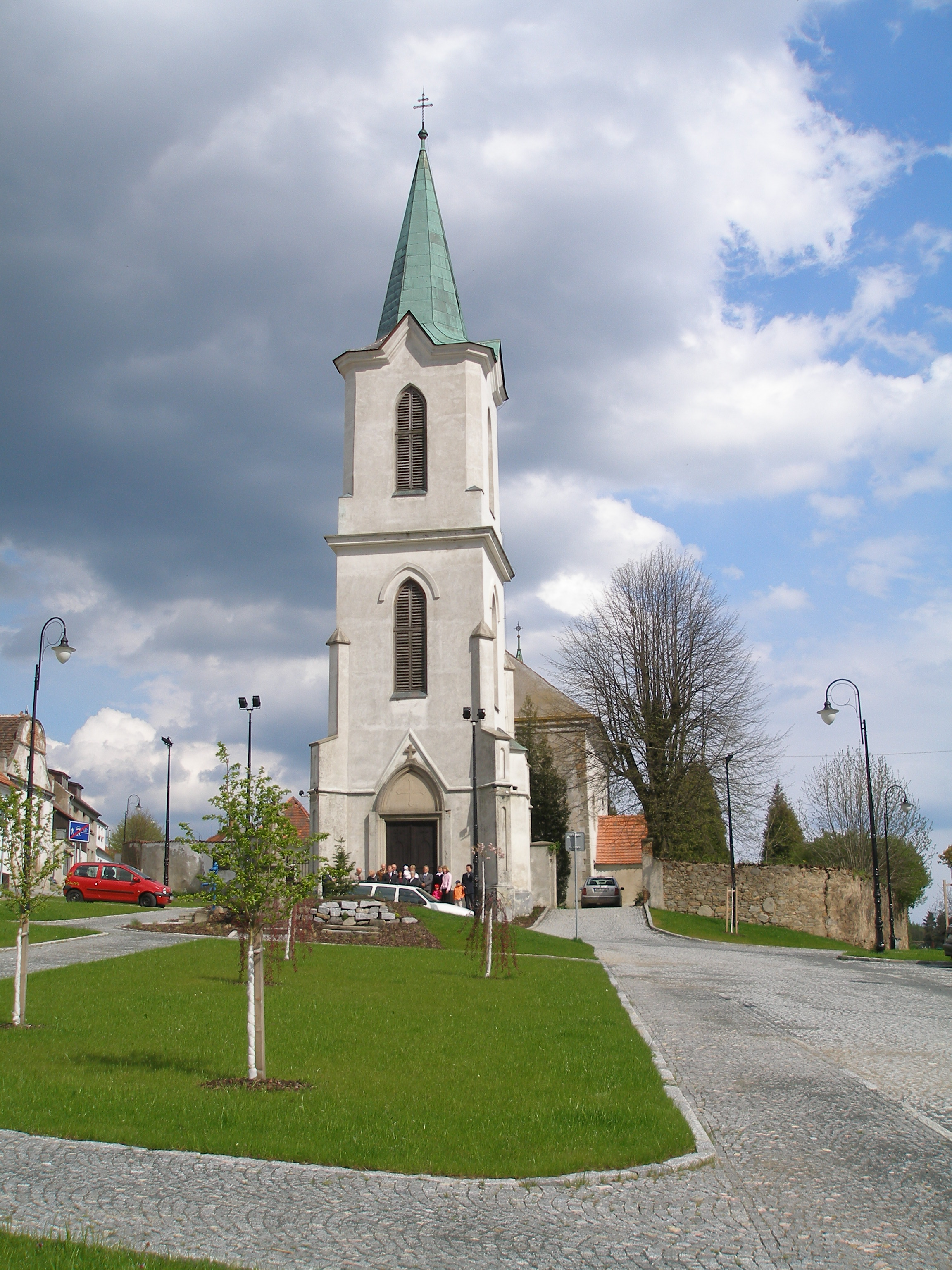
Glockenturm vor der Westseite der Kirche St. Peter und Paul am Markt

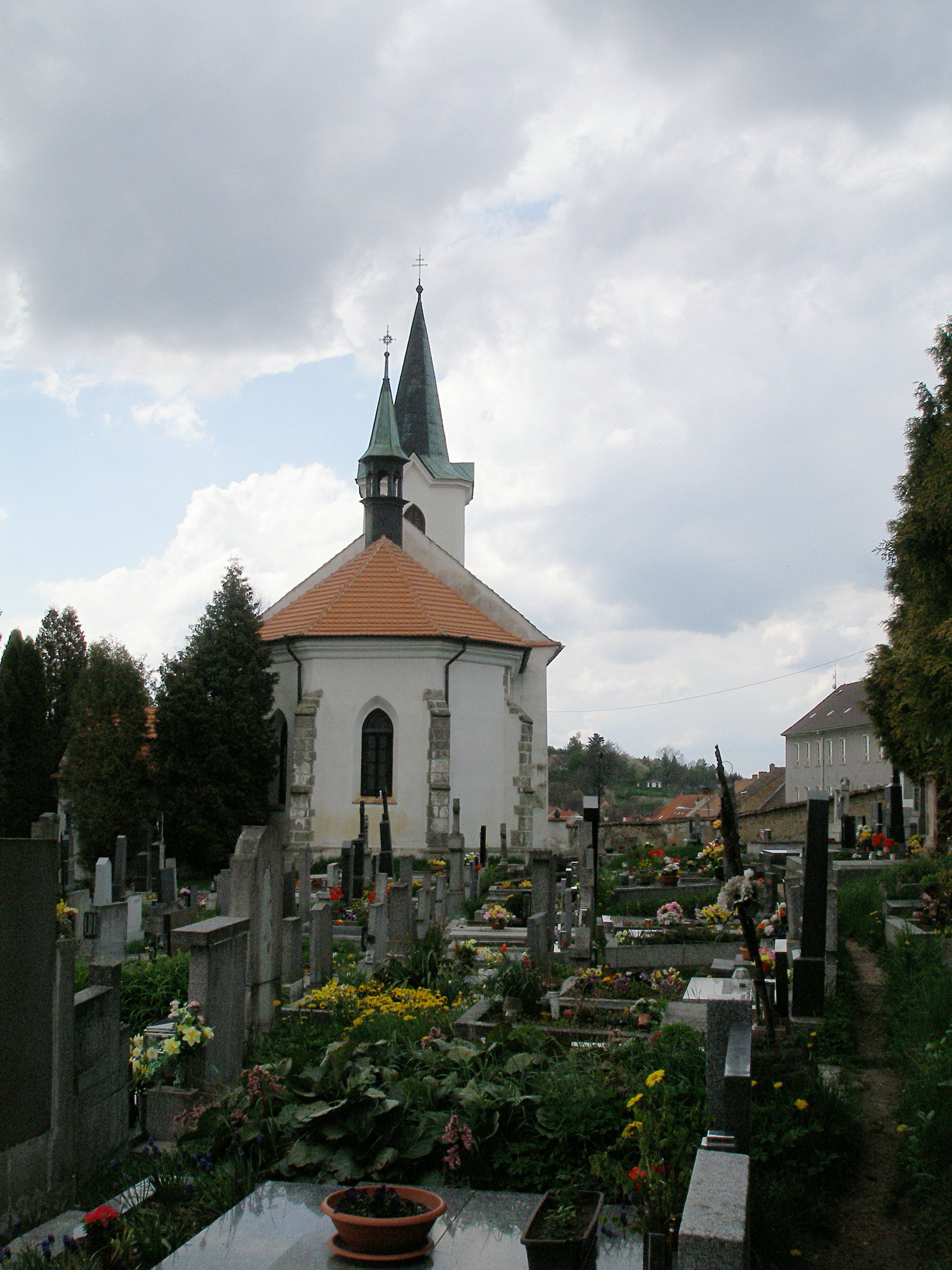
Ostansicht der Kirche St Peter und Paul, vom Friedhof

Bělčice [ˈbjɛlt͡ʃɪt͡sɛ] (deutsch Bielschitz, auch Bieltschitz) ist eine Stadt in Tschechien. Sie liegt neun Kilometer nördlich von Blatná bzw. acht Kilometer südwestlich von Březnice in Südböhmen und gehört zum Okres Strakonice.

## Geographie

### Geographische Lage
Bělčice befindet sich linksseitig über dem Tal des Baches Závišínský potok auf einer Hochfläche im Mittelböhmischen Hügelland. Im Norden erheben sich der Panský vrch (562 m), der Holý vrch (599 m) und die Špalková hora (620 m), östlich der Drahenický vrch (615 m), im Südwesten die Bělčická hora (558 m) und die Kněžská hora (565 m), westlich die Slepičí hora (557 m) sowie im Nordwesten der Mumlín (602 m) und der Stráž (638 m). Gegen Südwesten liegt der Teich Velký bělčický rybník, westlich die Teiche Stodoliště und Hrádek, im Nordwesten der Hluboký rybník. Durch Bělčice führt die Staatsstraße II/174 zwischen Lnáře und Březnice, am östlichen Ortsrand verläuft die Bahnstrecke Březnice–Strakonice durch das Tal des Závišínský potok.

### Gemeindegliederung
Die Gemeinde Bělčice besteht aus den Ortsteilen Bělčice (Bielschitz), Hostišovice (Hoschowitz), Podruhlí (Podruchli), Tisov (Tisow, 1939–45: Eibenhof), Újezdec (Aujestetz), Záhrobí (Sachrob) und Závišín (Zawieschin), den Ansiedlungen Chaloupky und Hutě (Eisenhammer) sowie den Einschichten Na Hůrce (Hurecka), Netušilův Mlýn, Mlýn Jurkův, Ovčín, Štěpánka und Vratečín.

### Nachbargemeinden
Nachbarorte sind Vratečín, Vacíkov, Nová Luka, Volenice und Slavětín im Norden, Hudčice und Koupě im Nordosten, Stranohoří, Draheničky und Svučice im Osten, Na Hůrce, Chaloupky, Podruhlí, Hostišovice und Černívsko im Südosten, Chaloupky, Drahenický Málkov, Ovčín und Závišín im Süden, Hutě und Hornosín im Südwesten, Netušilův Mlýn, Štěpánka, Újezdec und Březí im Westen sowie Záhrobí, Jaršův Mlýn, Jamky, Vratečín, Hvožďany und Leletice im Nordwesten.

## Geschichte
Bělčice entstand an einem alten Handelsweg des Goldenen Steigs, der vom Böhmerwald über Sušice, Kadov, Kocelovice nach Březnice und Prag führte. Westlich außerhalb der Ortschaft befand sich auf dem Hügel Hrádek eine Feste, die Sitz der Vladiken bzw. Ritter von Bělčice war. Nach einer im Nachlass des Chronisten Jaroslav Stehlík befindlichen Aufzeichnung soll Herzog Friedrich im Jahre 1183 dem Spital St. Johannes der Kreuzherren der hl. Maria (Křížovníků Svatomařských) in Strakonice den Besitz des Dorfes Bělčice, das dem Spital von Vršislav, dem Sohn Helia geschenkt worden war, bestätigt haben.
Die erste gesicherte urkundliche Erwähnung von Bělčice erfolgte 1243 als Sitz des Vladiken Petr von Bělčice und seiner Brüder. Zehn Jahre später wurde Heřman von Bělčice, und in den Jahren 1316 bis 1320 Bašek von Bělčice als Besitzer erwähnt. Zwischen 1345 und 1349 war der in erzbischöflichen Diensten stehende Oldřich Jahodka Besitzer der Feste Bělčice, ab 1356 gemeinschaftlich mit den Brüdern Bruno, Jan und Bušek von Bělčice. Vier Jahre später war Bušek von Bělčice alleiniger Besitzer des Gutes. Mit ihm endete die Ära der Ritter von Bělčice.
Vor 1375 erwarb die Witwe des Wilhelm von Strakonitz, Margarethe von Sternberg das Gut Bělčice. Nachfolgende Besitzer waren zwischen 1389 und 1406 die Brüder Zbyněk und Bohuněk von Lochovice, danach bis 1418 Markvart von Těchařovice auf Bělčice. Ihm folgten die Brüder Petr, Přech und Jan von Konratice, die auch das Prädikat von Bělčice verwendeten. Nach dem Ausbruch der Hussitenkriege wurden die Feste Bělčice, die Mühle, der Ort und die Kirche 1421 vom Heer Jan Žižkas beim Zug gegen Třemšín niedergebrannt. Zu dieser Zeit kaufte Jiřík von Běšin das Gut von den Brüdern von Konratice, er machte Bělčice zu seinem Sitz. Die Herren von Běšin ließen Bělčice wiederaufbauen; die alte Feste Hrádek blieb wüst, der neue Herrensitz entstand mitten im Ort am Platz Ve dvoře. Jindřich Jeptiška von Běšin ließ Bělčice 1484 zum Städtchen erheben. Er besaß das Gut bis 1519 und begründete mit seiner Frau Monika von Čachrov die Hauptlinie des Geschlechts Běšin von Běsin. Ihm folgten seine Söhne Jan, Jindřich, Burjan und Vácslav, die 1528 die Güter teilten. Burjan kaufte 1537 die Anteile seiner Brüder Jan und Jindřich auf, zudem erwarb er noch das Dorf Hornosín und eine Mühle in Závišín. 1539 überschrieb er seinen Besitz testamentarisch seinem Bruder Vácslav, der damit alleiniger Besitzer der Herrschaft wurde. 1541 bestand das Städtchen aus 35 Anwesen. Im Jahr darauf wurde erstmals eine Brauerei erwähnt. König Ferdinand I. erneuerte 1549 die bei einem Brand verlorengegangenen städtischen Privilegien sowie das Recht zur Abhaltung von vier Jahrmärkten. 1556 erteilte er im Majestätsbrief für Vácslav Běšin von Běsin das Recht zur Führung eines Stadtwappens und zur Siegelung mit grünem Wachs. Im Jahre 1566 verstarb Vácslavs Frau Žofie Běšínová von Bříza. Vácslav Běšin von Běsin setzte 1568 testamentarisch seinen Sohn Jindřich als Universalerben seiner Güter ein und wurde 1570 in der Bělčicer Kirche beigesetzt. Jindřich Běšin von Běsin überschrieb 1575 seiner Frau Eliška Vřesová von Vřesovice die Hälfte des Städtchens sowie das Dorf Závišín einschließlich einer Mühle. 1594 setzte er testamentarisch seine Kinder als Erben der Festen Bělčice und Záluží ein und vermachte seiner Frau dabei das Dorf Záluží und die Mühlen Závišínský und Kotěšovcův mlýn. Als Jindřich Běšin 1597 verstarb, hinterließ er jedoch keine Nachkommen, so dass sein und seiner 1598 verstorbenen Frau Erbe gemeinschaftlich Zdenko von Běšin auf Uzenice, Bedřich von Běšin auf Svučice, Smil von Běšin sowie Wolf Nowohradský von Kolowrat zufiel. Smil von Běšin übernahm Bělčice und löste seine Miterben aus. Im Jahre 1600 überschrieb er die Hälfte der Herrschaft seiner Frau Anna von Buková als Morgengabe. Nach Annas Tod heiratete er Sophie Czernin von und zu Chudenitz und überschrieb ihr 1612 die Feste und eine Hälfte des Städtchen Bělčice. Im Jahre 1623 verkaufte Smil von Běšin seine Hälfte von Bělčice einschließlich des Hofes und des Dorfes Závišín für 26.000 Meißnische Schock an Jaroslaw Wolf Mitrowitz von Sternberg auf Schlüsselburg und Kladruby. Dieser erwarb danach für 2000 Schock noch den Anteil von Sophie Czernin und schlug Bělčice seiner Herrschaft Schlüsselburg zu. 1632 setzte er seine Frau Maximiliane Veronika von Švihov zu seiner Erbin auf Lebenszeit ein und bestimmte sodann seine Tochter Eva Johanna zur Erbin. Er verstarb 1635, seine Witwe Maximiliane Veronika im Jahre 1650. Seit 1636 ist die Mälzerei Eliáš nachweisbar. Eva Johanna Mitrowitz von Sternberg, verheiratete Gräfin Trauttmansdorff, verkaufte die Herrschaft Schlüsselburg mit allem Zubehör 1663 an Aleš Ferdinand Wratislaw von Mitrowitz. Dessen Töchter verkauften 1675 alle Güter an Humprecht Johann Czernin von Chudenitz. Seit 1672 bestand in Bělčice eine Schule. 1682 fiel der Besitz dessen Sohn Thomas Zachäus Czernin von Chudenitz zu. Er hinterließ die Herrschaft im Jahre 1700 seiner Witwe Susanne Renate von Martinic, die sich 1703 mit Leopold von Auersperg verheiratete. Susanne Renate überlebte auch ihren zweiten Ehemann. 1707 übergab sie ihrer erstehelichen Tochter Maria Gabriela Czernin von Chudenitz die Herrschaft, deren Verwaltung ihr Ehemann Wenzel Joseph Graf Lažanský von Buggau (Lažanští z Bukové) auf Manětín übernahm. Nachdem dieser 1715 verstorben war, nahm seine Schwiegermutter den Besitz wieder unter ihre Fittiche. Als sie zwei Jahre später verstarb, brach zwischen ihren Töchtern ein Erbstreit aus, der schließlich zugunsten von Maria Josepha Czernin von und zu Chudenitz beigelegt wurde, die die Herrschaft ihrem Mann Leopold Joseph Graf Künigl von Ehrenburg und Wartha übereignete. Dessen Sohn Sebastian Graf Künigl von Ehrenburg und Wartha verkaufte Schlüsselburg 1745 an Franz Karl Rudolf Graf von Swéerts-Sporck. Dieser ließ auch auf den umliegenden Dörfern Schulmeister und Kompane (kumpány) einsetzen.
1757 erbte sein Sohn Johann Franz Christian Swéerts-Sporck den Besitz. Ihm folgte 1802 dessen Sohn Joseph Swéerts-Sporck, der Schlüsselburg am 18. Februar 1804 an den säkularisierten Passauer Fürstbischof Leopold Leonhard von Thun und Hohenstein veräußerte. Dieser verkaufte die Herrschaft am 6. November 1804 an Johann Franz Freiherr Linker von Lützenwick. Nach dessen Tode erbte 1811 sein Sohn Clemens Wenceslaus Graf Linker von Lützenwick die Herrschaft Schlüsselburg und das Gut Schiwotitz. 1818 brannte die alte Schule nieder. In den Jahren 1822 bis 1823 erfolgte der Bau eines neuen steinernen Schulhauses. Durch die Kaiser Joseph II. und Franz I. wurden die Privilegien von Bělčice 1783 und 1793 erneut bestätigt und erweitert.
Im Jahre 1840 bestand der untertänige Markt Bieltschitz / Bělčice aus 82 Häusern mit 653 Einwohnern. Unter herrschaftlichem Patronat standen die Pfarrkirche zu den hl. Aposteln Peter und Paul, die Pfarrei und eine Schule. Außerdem gab es im Ort ein Rathaus, einen Marktrichter, einen Meierhof und ein Einkehrhaus. Abseits lagen die Schäferei Zdenin sowie die aus drei Dominikalhäuschen bestehende Einschicht Slepičj Hora. Westlich von Bieltschitz lag die wüste Burg Hradek, von der nur noch der Wallgraben erhalten ist. Bieltschitz war Pfarrort für Augezdetz (Újezdec), Hornosyn, Zawieschin (Závišín), Kaupy, Slawětin (Slavětín), Zahroby (Záhrobí) und Podruhly (Podruhlí). Bis zur Mitte des 19. Jahrhunderts war Bieltschitz neben Kassegowitz einer der beiden Märkte der Herrschaft Schlüsselburg.
Nach der Aufhebung der Patrimonialherrschaften bildete Bělčice/ Bieltschitz ab 1850 eine Marktgemeinde in der Bezirkshauptmannschaft und dem Gerichtsbezirk Blatná. Am 17. April 1858 vernichtete ein Stadtbrand 45 Häuser von Bělčice und einen Vorwerkshof. Am 23. Dezember 1898 wurde Bělčice zur Stadt erhoben. 1899 nahm die Bahnstrecke Březnice–Strakonice den Betrieb auf. Im Jahre 1911 gründete der Bürgermeister Karel Klima mit weiteren Gesellschaftern einen Steinbruchbetrieb. Das in der Nähe der Eisenbahn befindliche Granitwerk erhielt einen Nebengleisanschluss und beschäftigte vor dem Ersten Weltkrieg 190 Arbeiter. 1921 wurde die Bürgerschule eingeweiht. Im selben Jahre wurden erstmals die „bělčické rohlíčky“, eine lokale Kartoffelsorte verkauft. Der Fahrweg zum Bahnhof wurde in den 1920er Jahren zur Straße ausgebaut und Einfamilienhäuser errichtet. Im Jahre 1948 verlor Bělčice die Stadtrechte. Im Zuge der Aufhebung des Okres Blatná wurde Bělčice 1960 dem Okres Strakonice zugeordnet. Újezdec und Závišín (mit Hutě) wurden am 26. November 1971 eingemeindet, am 1. Januar 1974 folgten Tisov und Záhrobí. Am 1. April 1976 erfolgte die Eingemeindung von Hostišovice (mit Podruhlí und Chaloupky). Seit 2015 ist Bělčice wieder eine Stadt.

## Kultur und Sehenswürdigkeiten
- Pfarrkirche St. Peter und Paul, der ursprünglich romanische Bau wurde um 1240 im spätgotischen Stil umgestaltet. Nach den Errichtungsbüchern war sie bereits 1384 eine Pfarrkirche. Nach einem weiteren Umbau wurde sie am 1. September 1515 vom Olmützer Weihbischof wieder geweiht. An der Nordseite der Kirche entstand 1694 ein 17 m hoher Glockenturm. In den Jahren 1863–1868 wurde vor Westseite des Schiffes zum Markt hin ein neuer 39 m hoher freistehender neogotischer Glockenturm errichtet und der alte Glockenturm abgetragen. Unter dem fünfeckigen Presbyterium befindet sich ein 1551 angelegtes Kellergewölbe.
- Markt (nám. J. Kučery) mit Rathaus, barocken Statuen der hll. Barbara und Johannes von Nepomuk sowie Brunnen aus dem Jahre 1545. Das alte, um 1560 erbaute Rathaus wurde dem Stadtbrand von 1858 zerstört und an seiner Stelle das heutige errichtet.
- Geburtshaus von Ladislav Stehlík, mit Gedenkstätte für den Maler und Schriftsteller
- Keltische Wallanlage auf der Kuppe westlich von Štěpánka
- Burgstätte Hrádek aus dem 13. Jahrhundert, südöstlich des gleichnamigen Teiches
- Motocrossstrecke, am Ostufer des Hrádek

## Persönlichkeiten

### Söhne und Töchter der Gemeinde
- Ladislav Stehlík (1908–1987), Schriftsteller und Maler. Sein Grab befindet sich auf dem örtlichen Friedhof.
- Jaroslav Stehlík (1917–1955), Volkskundler und Chronist, Bruder von Ladislav Stehlík

### In Bělčice lebten und wirkten
- Jindřich Kučera (1867–1934), der Mykologe, Botaniker und Autor; arbeitete von 1898 bis zu seinem Tode als Lehrer in Bělčice. Nach ihm ist der nám. J. Kučery benannt.